# Expedițiile războiului finlandez spre est

The map shows Finland within the borders of the Grand Duchy. The areas in light red represent the territorial gains hoped for as part of a Greater Finland. A Three Isthmuses border would have drastically shortened the length of the border with Russia.

Expedițiile războiului finlandez spre est  au fost o serie de incursiuni paramilitare a unor ofițeri finlandezi pe teritoriul rus. Rusia era în acel timp slăbită de Războiul Civil Rus și de Revoluția din Octombrie.

## Istoric, perspectivă
Această acțiune a fost o inceracare a finlandezilor de a crea Finlanda Mare prin unirea cu popoarele finice înrudite (careli, cveni, woti și wapsi) care trăiau pe teritoriul rus. Expedițiile finlandeze  numeroase dar slab organizate au eșuat și datorită faptului că popoarele de pe teritoriul rusesc n-au fost înflăcărate de unirea cu Finlanda. Ostilitățile fino-ruse s-au încheiat în anul 1920 prin pacea de la Dorpat (Tartu).